# Kostel svatého Armagila (Ploërmel)
Kostel sv. Armagila v Ploërmelu (francouzsky Église Saint-Armel de Ploërmel) je římskokatolický kostel v bretaňském Ploërmelu. Byl postaven během 15. století na místě původní římské svatyně a roku 1840 byl zařazen na seznam francouzských památek. V 19. století zde městská rada nechala obnovit zničené náhrobky bretaňských vévodů Jana II. a jeho vnuka Jana III., kteří byli původně pohřbení u karmelitánů a roku 1790 byly jejich hroby poničeny.